# Wioślarstwo

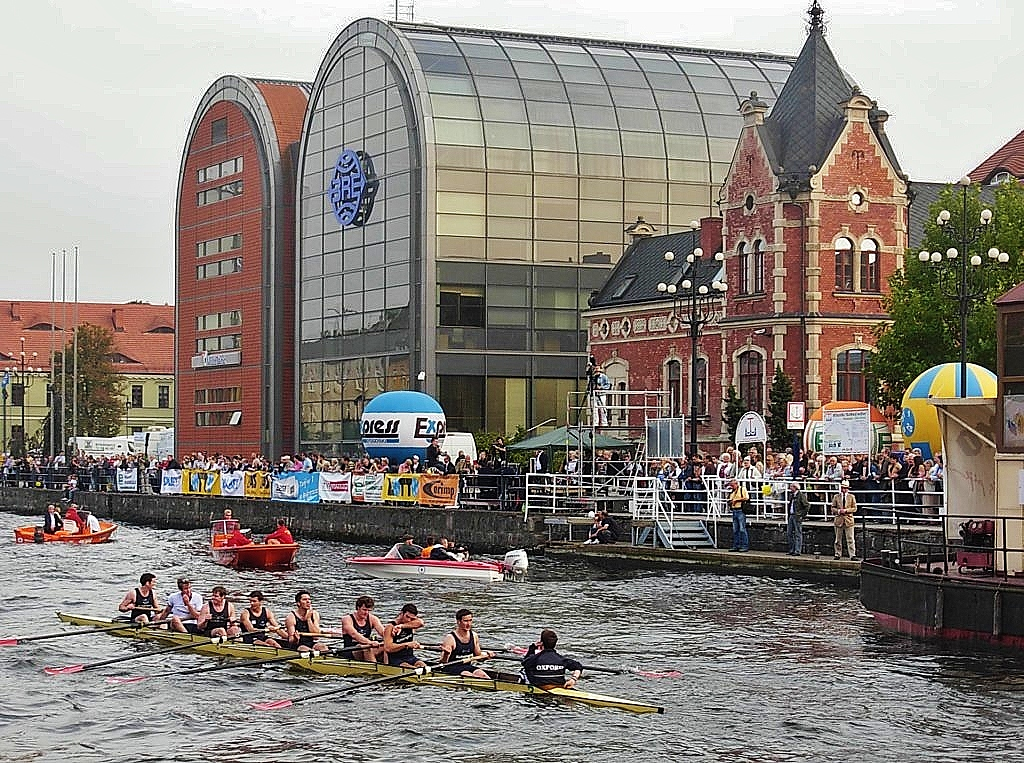
Wielka Wioślarska o Puchar Brdy – osada Uniwersytetu Oxford w centrum Bydgoszczy

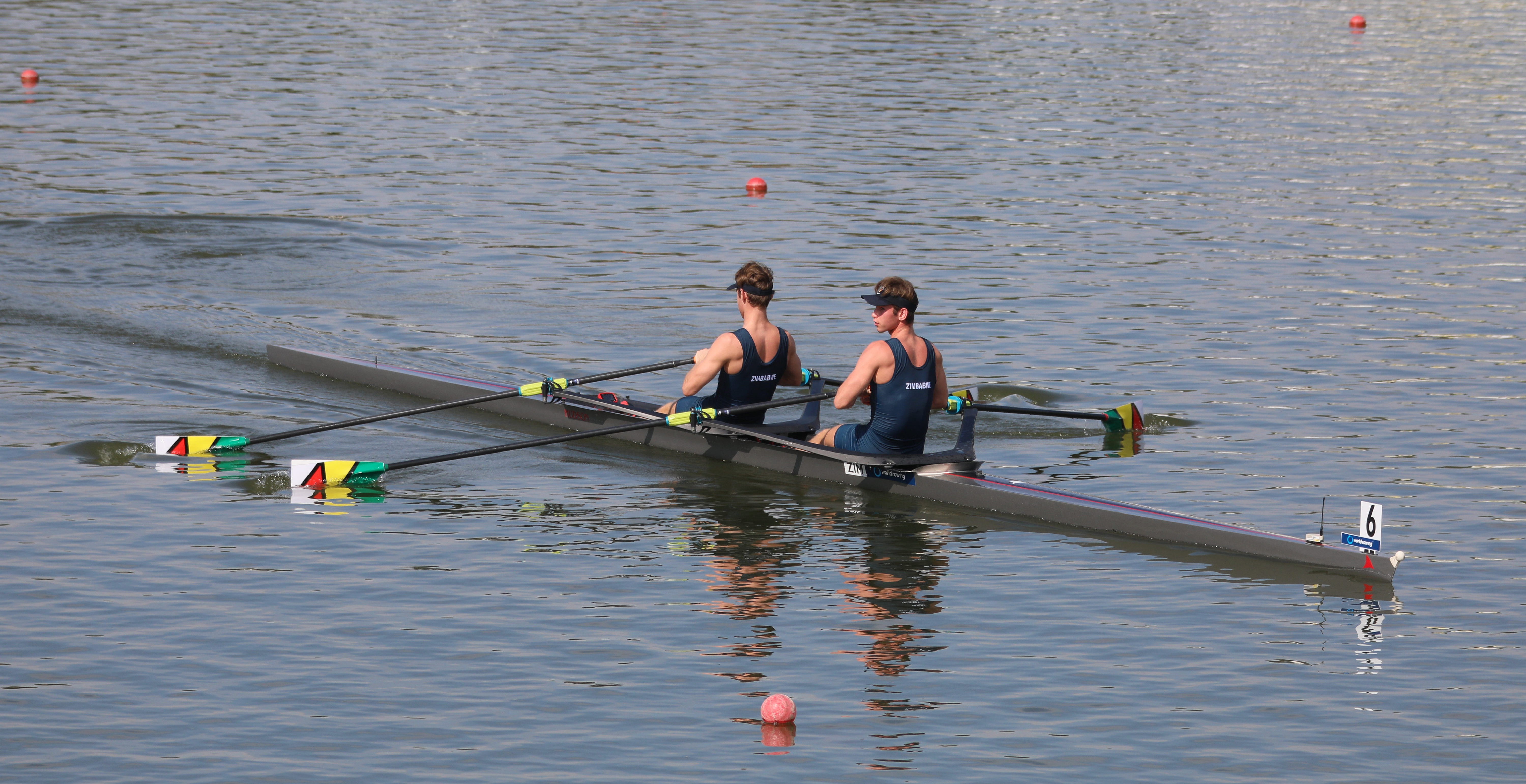
Dwójka podwójna

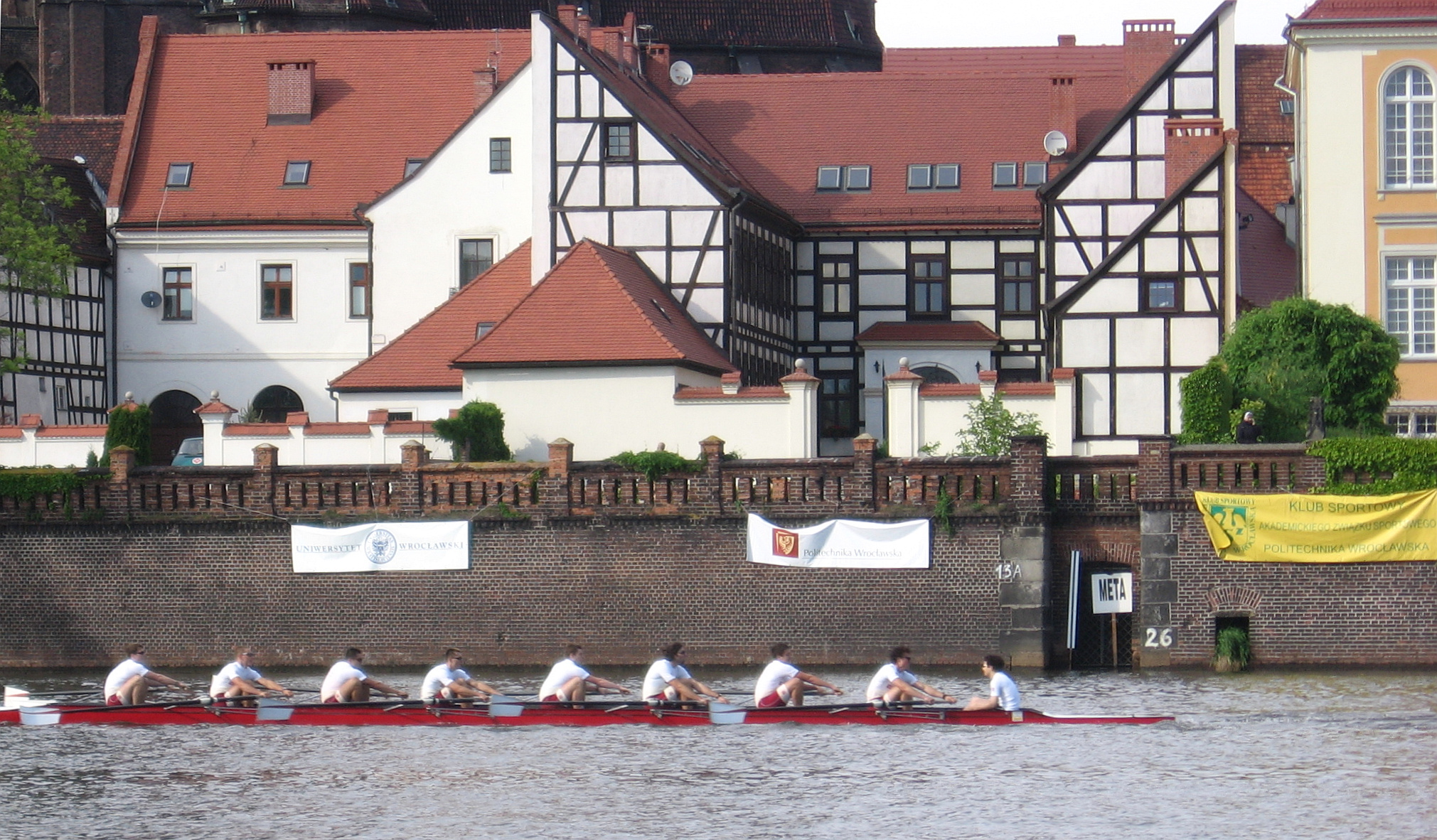
Akademicka ósemka ze sternikiem na Odrze we Wrocławiu

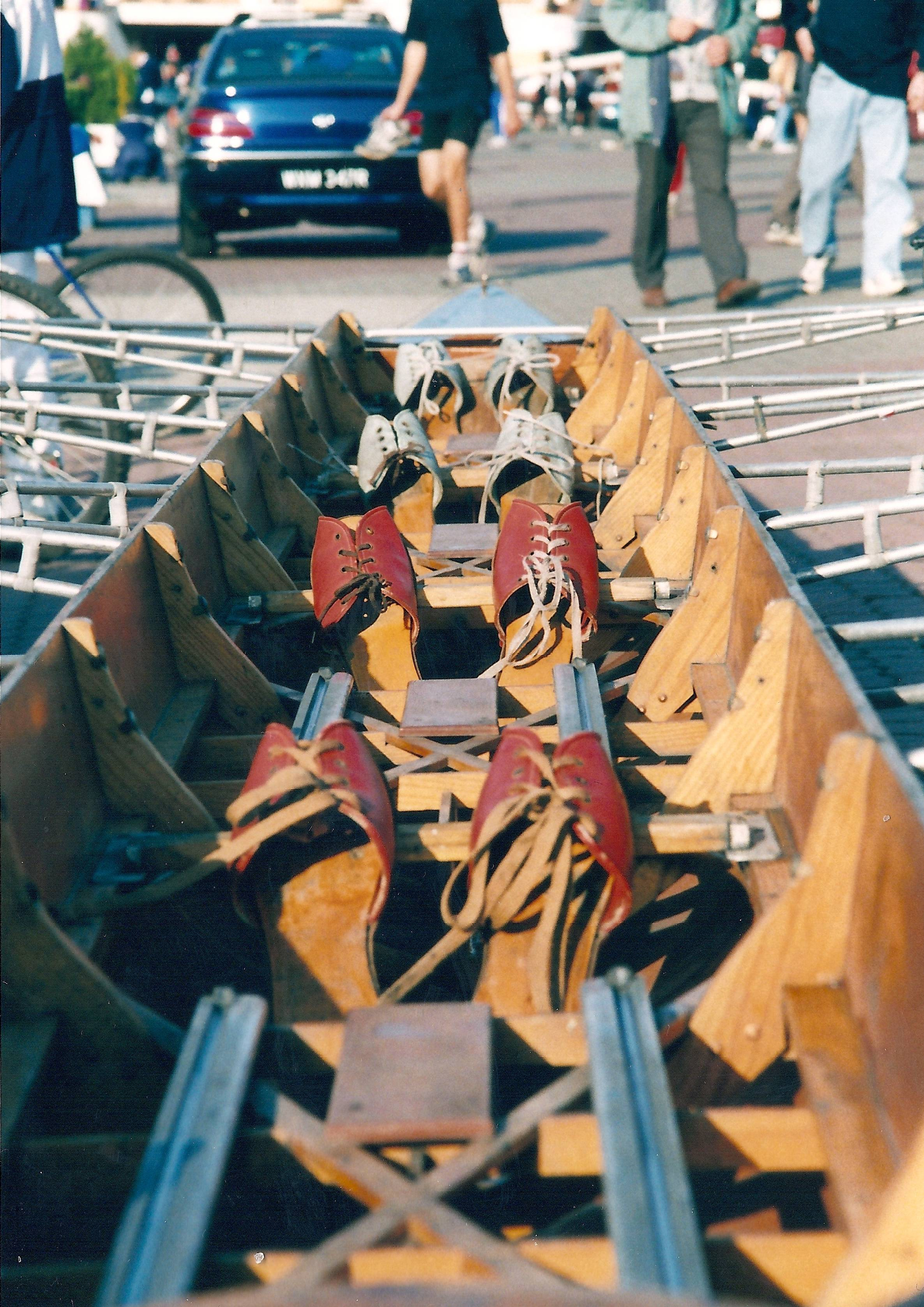
Wnętrze czwórki

Wioślarstwo – niegdyś odmiana transportu (wodnego), współcześnie dyscyplina sportowa polegająca na wprowadzeniu w ruch łodzi pływającej po wodzie przy użyciu siły mięśni wioślarza używającego wioseł jako dźwigni prostej.

## Opis dyscypliny
Wioślarz siedzi plecami do zasadniczego kierunku ruchu łodzi. W łodzi wioślarskiej wszystkie części nośne, w tym również osie elementów ruchomych, muszą być trwale przymocowane do kadłuba łodzi, z wyjątkiem wózka, który porusza się po szynach wzdłuż osi podłużnej łodzi. Łodzie poruszane są przy pomocy wioseł opartych w obrotowych dulkach znajdujących się na odsadniach przymocowanych do burt łodzi. Sternik w osadach ze sternikiem, w przeciwieństwie do wioślarzy, zwrócony jest twarzą w kierunku płynięcia łodzi leżąc w części dziobowej lub siedząc z tyłu.
Regaty wioślarskie rozgrywane są na spełniających określone normy akwenach, na wytyczonych bojami torach o długości dwóch kilometrów. W jednym biegu wioślarskim udział bierze sześć osad. Największe światowe zawody wioślarskie prowadzone są systemem FISA polegającym na rozgrywaniu dwóch biegów kwalifikacyjnych: przedbiegów i międzybiegów, podczas których poszczególne osady walczą o prawo startu w półfinałach. Półfinały wyłaniają osady, które startują w finale A (o miejsca 1-6) oraz finale B (o miejsca 7-12). W mniej prestiżowych regatach i przy małej ilości osad kwalifikacja do finału odbywa się na podstawie samych przedbiegów. Pucharowy system wyłaniania osady zwycięskiej stosowany jest w wioślarstwie niezmiernie rzadko m.in. w trakcie corocznych królewskich regat w Henley rozgrywanych na Tamizie.
Ze względu na duży wpływ warunków pogodowych na osiągane wyniki w wioślarstwie nie prowadzi się rankingu oficjalnych rekordów czasowych. Nieoficjalne rekordy na dystansie 2000 m są jednak odnotowywane.

## Historia
Pierwsze zawody wioślarskie odbyły się w 1715 roku na Tamizie – były to zawody Race for Doggett's Coat and Badge, które od tamtego czasu odbywają się corocznie do dziś. W 1893 roku powstała Międzynarodowa Federacja Towarzystw Wioślarskich. Od 1900 r. wioślarstwo jest dyscypliną olimpijską. W Polsce w 1878 roku założono Warszawskie Towarzystwo Wioślarskie, a w roku 1907 powstał Komitet Regatowy, przekształcony w roku 1919 w Polski Związek Towarzystw Wioślarskich.

## Barwy wioseł
Jedną z tradycji wioślarstwa jest malowanie wioseł. Każdy klub maluje pióra wioseł w charakterystyczne dla siebie barwy klubowe. Narodowe barwy wioseł przypisane są do każdej z reprezentacji uczestniczących w rywalizacji międzynarodowej.

## Konkurencje
Konkurencje oznaczane są w formacie: [litery][cyfra][znak]. Np. W4x – czwórka podwójna kobiet. Gdzie:
- [litery] to W dla kobiet, M dla mężczyzn. Są też dodatkowe kategorie, np. waga lekka jest oznaczona literą L (LM waga lekka mężczyzn).
- [cyfra] oznacza liczbę wiosłujących.
- [znak] na końcu oznacza rodzaj konkurencji:
  - [x] – z podwójnymi wiosłami (ang. sculls), czyli dwa wiosła na zawodnika.
  - [-] – bez sternika (ang. coxless), z jednym wiosłem na zawodnika trzymanym oburącz (czyli dla W4- są 4 osoby, 4 wiosła).
  - [+] – ze sternikiem (ang. coxed), j/w, ale z dodatkowym sternikiem (np. dla M8+ na łódce jest 9 osób).

Zawody (regaty) rozgrywane są przeważnie na dystansie 2000 m.
Waga lekka została wprowadzona do wioślarstwa z uwagi na fakt, że w sporcie tym zdecydowanie większe możliwości mają zawodnicy wysocy (długość ramion i nóg przekłada się na długość pociągnięcia wioseł), co odbierało możliwość uprawiania wioślarstwa sportowcom niższego wzrostu. W wadze lekkiej zawodniczka może ważyć maksymalnie 59 kg, a ponadto średnia wagi zawodniczek w osadzie (dwójce lub czwórce) nie może przekroczyć 57 kg. U mężczyzn limity te wynoszą odpowiednio 72,5 kg dla jednego zawodnika oraz 70 kg dla średniej wagi w osadzie. Dla juniorów limity wagi są niższe.

### Konkurencje olimpijskie
Na igrzyskach olimpijskich, począwszy od Igrzysk Olimpijskich w 2020 roku, rozgrywanych jest siedem konkurencji kobiecych oraz siedem męskich.
Konkurencje mężczyzn:
- M1x – jedynka mężczyzn
- M2x – dwójka podwójna mężczyzn
- M4x – czwórka podwójna mężczyzn
- M2- – dwójka bez sternika mężczyzn
- M4- – czwórka bez sternika mężczyzn
- M8+ – ósemka mężczyzn
- LM2x – dwójka podwójna wagi lekkiej mężczyzn

Kobiet:
- W1x – jedynka kobiet
- W2x – dwójka podwójna kobiet
- W4x – czwórka podwójna kobiet
- W2- – dwójka bez sterniczki kobiet
- W4- – czwórka bez sterniczki kobiet
- W8+ – ósemka kobiet
- LW2x – dwójka podwójna wagi lekkiej kobiet

Konkurencje wagi lekkiej rozgrywane są na igrzyskach olimpijskich począwszy od igrzysk w Atlancie w 1996 r. W zamian za wprowadzenie konkurencji wagi lekkiej wycofano z igrzysk dwójki i czwórki ze sternikiem (w konkurencjach olimpijskich sternicy pozostali tylko w ósemkach).

### Konkurencje paraolimpiskie
Konkurencje paraolimpijskie:
- LTAMix4+ – czwórka ze sternikiem niepełnosprawnych ruchowo i wzrokowo
- TAMix2x – dwójka podwójna niepełnosprawnych ruchowo
- ASW1x – jedynka kobiet niepełnosprawnych ruchowo
- ASM1x – jedynka mężczyzn niepełnosprawnych ruchowo

### Pozostałe
Konkurencje nieolimpijskie mężczyzn:
- M2+ – dwójka ze sternikiem mężczyzn
- M4+ – czwórka ze sternikiem mężczyzn
- LM1x – jedynka wagi lekkiej mężczyzn
- LM4x – czwórka podwójna wagi lekkiej mężczyzn
- LM2- – dwójka bez sternika wagi lekkiej mężczyzn
- LM4- – czwórka bez sternika wagi lekkiej mężczyzn
- LM8+ – ósemka wagi lekkiej mężczyzn

Kobiet:
- LW1x – jedynka wagi lekkiej kobiet
- LW4x – czwórka podwójna wagi lekkiej kobiet

## Kategorie wiekowe
- 12-14 lat = młodzik
- 14-16 lat = junior młodszy
- 16-18 lat = junior
- 18-23 lat = młodzieżowiec
- 23 i więcej = senior

W corocznie rozgrywanych mistrzostwach świata rywalizacja odbywa się osobno dla kategorii wiekowych: juniorskiej (do 18 roku życia), młodzieżowej (19 – 22 lata) oraz seniorskiej.